# Vancouver (Washington)
Vancouver es una ciudad del estado de Washington (Estados Unidos) situada en la orilla norte del río Columbia. La ciudad tiene una población total de 186,192 habitantes. Es parte del área metropolitana de Portland (Oregón).
Vancouver está situada en el límite de la frontera de los estados de Washington y Oregón, a lo largo del río Columbia, directamente al norte de Portland, y es la capital del Condado de Clark. Forma parte de la zona metropolitana de Portland-Vancouver, el centro metropolitano n.° 23 en los Estados Unidos. En el año 2005, Money magazine la situó en el n.° 91 en su lista de mejores lugares del país para vivir. En el 2016, WalletHub situó a Vancouver en el 39° lugar de los Estados Unidos para vivir las familias.

## Población
- 157.517 habitantes.

## Geografía
Vancouver se encuentra ubicada en las coordenadas 45°38′20″N 122°39′37″O / 45.63889, -122.66028 a 45 m s. n. m.
- Altitud: 45 metros.
- Latitud: 45° 38' 20" N
- Longitud: 122° 39' 37" O

- Datos: Q234053
- Multimedia: Vancouver, Washington / Q234053